# 森田春次
森田 春次（もりた はるじ、1891年（明治24年）3月28日 - 1961年（昭和36年）11月16日）は、大日本帝国陸軍軍人。最終階級は陸軍少将。功四級。

## 経歴
1891年（明治24年）に佐賀県で生まれた。陸軍士官学校第26期卒業。1940年（昭和15年）8月1日に陸軍歩兵大佐進級と同時に歩兵第8連隊補充隊長に着任。1941年（昭和16年）7月5日に歩兵第8連隊長（中部軍・第4師団）となり、太平洋戦争開戦後に南方軍・第25軍隷下に入り、スマトラ島で守備に任じた。
1944年（昭和19年）11月19日に留守第4師団司令部附となり、1945年（昭和20年）2月12日に奈良連隊区司令官に就任した。同年3月31日に奈良地区司令部部員に転じ、6月10日に陸軍少将に進級した。